# Listă de stadioane de fotbal din Polonia
Aceasta este o listă a stadioanelor de fotbal din Polonia, ordonate după capacitate:
| #  | Imagine | Denumire                            | Capacitate | Localitate | Regiune               | Beneficiar                | Inaugurat |
| -- | ------- | ----------------------------------- | ---------- | ---------- | --------------------- | ------------------------- | --------- |
| 1  |         | Stadionul Național                  | 58 580     | Varșovia   | Masovian              | Polonia                   | 2011      |
| 2  |         | Stadionul Silesian                  | 55 211     | Chorzów    | Silezia               | Polonia                   | 2012      |
| 3  |         | Stadionul Wrocław                   | 45 105     | Wrocław    | Silezia Inferioară    | Śląsk Wrocław             | 2011      |
| 4  |         | PGE Arena Gdańsk                    | 43 615     | Gdańsk     | Pomeranian            | Lechia Gdańsk             | 2011      |
| 5  |         | Stadionul Miejski                   | 43 269     | Poznań     | Polonia Mare          | Lech Poznań               | 1980      |
| 6  |         | Stadionul Henryk Reyman             | 33 594     | Kraków     | Polonia Mică          | Wisła Cracovia            | 2011      |
| 7  |         | Stadionul Ernest Pohl               | 31 871     | Zabrze     | Silezia               | Górnik Zabrze             | 2013      |
| 8  |         | Stadionul Armatei Poloneze          | 31 800     | Varșovia   | Mazovia               | Legia Varșovia            | 1930      |
| 9  |         | Stadionul Miejski                   | 22 500     | Białystok  | Podlasia              | Jagiellonia Białystok     | 2014      |
| 10 |         | Stadionul Zdzisław Krzyszkowiak     | 20 247     | Bydgoszcz  | Cuiavia și Pomerania  | Zawisza Bydgoszcz         | 2008      |
| 11 |         | Stadionul Polonia Bydgoszcz         | 20 000     | Bydgoszcz  | Cuiavia și Pomerania  | Polonia Bydgoszcz         | 1924      |
| 12 |         | Stadionul Florian Kryger            | 17 783     | Szczecin   | Pomerania Occidentală | Pogoń Szczecin            | 1925      |
| 13 |         | Dialog Arena                        | 16 300     | Lubin      | Silezia Inferioară    | Zagłębie Lubin            | 2009      |
| 14 |         | Stadionul Orașului Kielce           | 15 550     | Kielce     | Sfânta Cruce          | Korona Kielce             | 2006      |
| 15 |         | Stadionul Mareșalul Józef Piłsudski | 15 331     | Kraków     | Polonia Mică          | Cracovia Kraków           | 2010      |
| 16 |         | Stadionul GOSiR                     | 15 139     | Gdynia     | Pomerania             | Arka Gdynia Bałtyk Gdynia | 2011      |